# Le Patineur (Stuart)
Le Patineur est un portrait à l'huile sur toile de Sir William Grant peint par Gilbert Stuart en 1782, alors que Stuart vit à Londres. Mesurant 245,5 × 147,4 cm, il a valu à l'artiste une grande renommée,. Il est conservé à la National Gallery of Art à Washington DC, aux États-Unis.

## Contexte
En 1775, Gilbert Stuart quitte les États-Unis pour Londres ; en 1777, il y est apprenti auprès de Benjamin West. En 1781, ses progrès sont tels que West désire poser pour un portrait du jeune peintre ; le tableau qui en résulte est accueilli favorablement à l'exposition de la Royal Academy of Arts de la même année.
En 1781, Stuart est approché par Sir William Grant, un jeune Écossais aisé de Congalton dans l'East Lothian, non loin d'Édimbourg, qui souhaite lui commander un portrait en pied. Stuart n'a pas encore réussi à réaliser une figure en pied. Il est réticent auparavant à accepter au moins deux commandes de ce type et on dit qu'il est incapable de peindre une figure « en dessous du cinquième bouton ». Encouragé par l'accueil récent réservé à son travail à la Royal Academy, il accepte la commande de Grant.
Lorsqu'il arrive pour commencer à poser pour le portrait, Grant remarque que « en raison du froid excessif du temps… la journée était plus propice au patinage qu'à la pose pour son portrait ». L'artiste et le commanditaire se rendent alors à la Serpentine à Hyde Park, où les deux hommes se lancent sur la glace ; Grant se livre à une série de figures de patinage qui attirent une foule admirative. Lorsque la glace sous eux commence à se fissurer, Stuart ordonne à Grant d'attraper ses basques et de le ramener sain et sauf jusqu'à la rive.
À leur retour à l'atelier, Stuart commence à peindre directement le visage de Grant — il n'a jamais dessiné au crayon — puis s'arrête et suggère une composition inspirée de leur aventure sur la glace. Grant consent et Stuart reproduit ensuite la figure de mémoire.

## Description

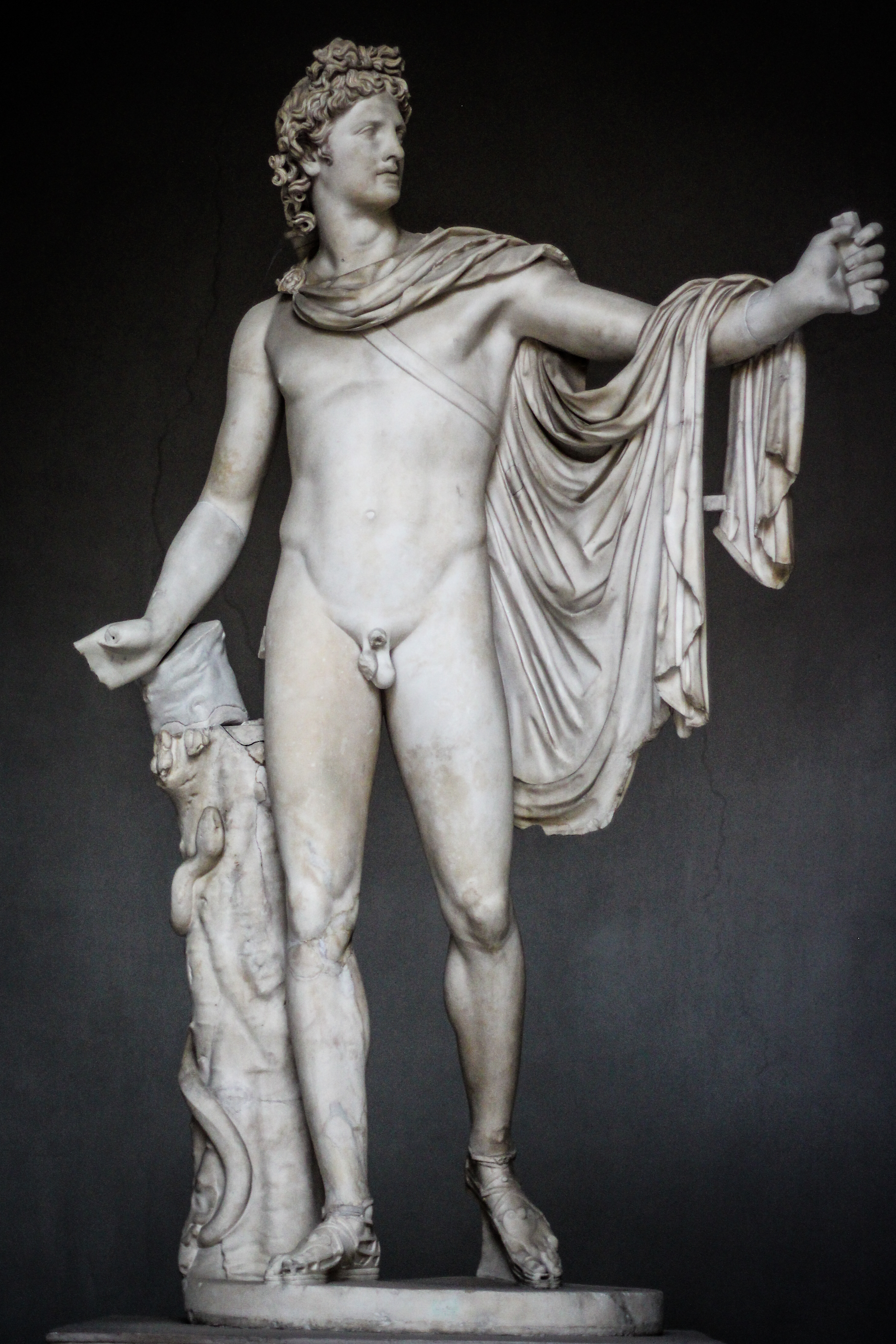
Apollon du Belvédère, musées du Vatican.

Les bras croisés et la tête légèrement baissée alors qu'il patine de droite à gauche, Grant domine la toile. L'impression dramatique est renforcée par un point de vue bas, à la manière des portraits baroques de la Grande maniera. À l'exception de ses bras croisés, la pose de Grant dérive de l'Apollon du Belvédère, dont un moulage était présent dans l'atelier de West. Les tons noirs du manteau à basques amples, du petit pantalon élégant et de chaussures sont rehaussés par une cravate et un poignet blancs, un revers de fourrure grise, un aperçu d'un gant beige et des boucles argentées sur le chapeau, la culotte et les chaussures ; le chapeau élégamment incliné appartenait à l'artiste.
Derrière Grant se trouve un paysage hivernal aux tons sobres composé de patineurs lointains, d'arbres et d'un horizon lointain de Londres qui comprend l'abbaye de Westminster. La figure de Grant divise la toile en deux moitiés contrastées : à droite, la silhouette du manteau ondule doucement et un grand arbre nu ancre la composition, tandis que le côté gauche, s'ouvrant sur les gestes des patineurs en mouvement, est activé par la forme de son coude saillant et le contour déchiqueté du manteau. Au-delà du grand arbre, le recul de la ligne d'arbres lointaine crée un mouvement de droite à gauche qui est repris par la disposition des figures secondaires. Le traitement général témoigne d'une légèreté de touche et d'une réussite dans l'intégration de la figure et du paysage qui évoque les portraits en plein air de Thomas Gainsborough.

## Réception
Lors de l'exposition de la Royal Academy de 1782, le tableau est immédiatement reconnu pour son originalité. Le connaisseur John Collum écrit : « On aurait pu penser que presque toutes les attitudes d'un personnage avaient été épuisées depuis longtemps dans ce pays de la peinture de portrait, mais on en voit maintenant une dont je ne me souvenais pas auparavant : c'est celle du patinage ». Charles Manners 4e duc de Rutland serait allé directement de l'exposition à la rencontre de Joshua Reynolds, le suppliant de voir le tableau. 
Grâce à The Skater, la réputation de Stuart atteint un niveau comparable à celui de Gainsborough et de Reynolds ; des commandes importantes suivent. L'apprentissage de Stuart auprès de West prend fin et il déménage son atelier vers un espace indépendant sur Newman Street. Stuart a déclaré plus tard qu'il avait été « soudainement rendu célèbre par une seule peinture »,.

## Histoire

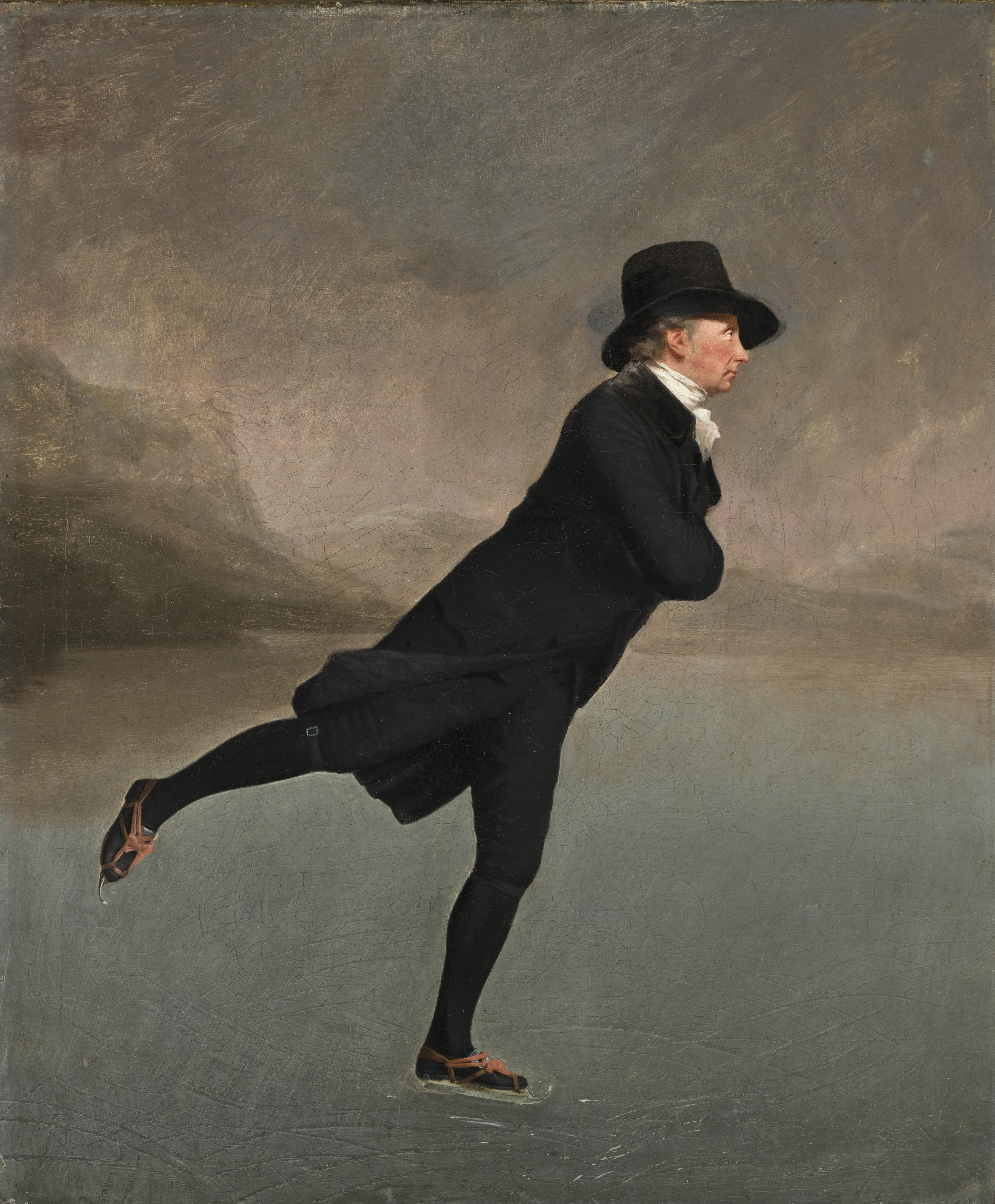
Henry Raeburn, The Skating Minister, années 1790, Galerie nationale d'Écosse.

Le tableau réapparait lors d'une exposition à la Royal Academy en 1878. Il reste dans la famille du modèle jusqu'en 1950, date à laquelle il est vendu à la National Gallery of Art de Washington.

## Postérité
Le Patineur a peut-être influencé le tableau ultérieur de Henry Raeburn, The Skating Minister, considéré comme un chef-d'œuvre de l'art écossais.